# Amami
«Amami» (рус. Люби меня) — сингл итальянской певицы Эммы Марроне. Песня была выпущена 19 марта 2013 года, как первый сингл к третьему студийному альбому Schiena.

## Запись и релиз
Песню сочинила сама певица в 2015 году, а продюсировал её певец под псевдонимом Брандо. Amami стала первой итальянской песней, которая была доступна для предзаказа через ITunes Store. На радио песня появилась уже 22 марта того же года. Песня была записана также на испанском языке и называлась Amame. В этой версии Эмма пела в дуэте с Давидом Бисбаль.
Певица объявила премьеру песни на её официальной странице в Фейсбуке, утверждая, что написала и сочинила песню в 3 часа ночи, когда играла на гитаре. Эмма представила своё произведение со следующими словами:

Сделать шаг вперед необходимо, чтобы развиваться, внедрять инновации, пробовать, верить в доброту, преодолевать страхи и предрассудки.
Оригинальный текст (итал.)Fare un passo avanti è una condizione naturale, evolversi, rinnovarsi, provare, credere fino in fondo in un'idea, superare le paure, i pregiudizi, superare l'idea che si ha di se stessi. 

## Музыкальное видео
Режиссёрами клипа выступили Людовико Галлетти и Сами Шинайя в студии lab35 FILMS. Видеоклип был выпущен на официальном канале певицы VEVO 22 марта 2013 вместе с песней. В видеоклипе Эмма поёт на белом фоне, а в заключительной части певица прыгает в бассейн.

## Список композиций
| №  | Название | Длительность |
| -- | -------- | ------------ |
| 1. | «Amami»  | 3:48         |

## Чарты и сертификации
| Чарт (2013)   | - Высшая - позиция |
| ------------- | ------------------ |
| Италия (FIMI) | 33                 |